# فورت برگ (پایگاه نظامی)
فورت بِرَگ (به انگلیسی: Fort Bragg) که پیشتر با نام فورت لیبرتی شناخته می‌شد، یک پایگاه نظامی نیروی زمینی در کارولینای شمالی است و با بیش از ۵۲۰۰۰ نفر پرسنل نظامی، یکی از بزرگترین تأسیسات نظامی در جهان از نظر جمعیت به حساب می‌آید. این پایگاه در داخل شهرستان‌های کامبرلند و هوک واقع شده است، و با شهرهای فایتویل، اسپرینگ لیک و سادرن پاینز هم مرز است. این پایگاه هنگام تاسیس، به افتخار برکستون برگ اهل کارولینای شمالی که از فرماندهان ارتش ایالات مؤتلفه در جریان جنگ داخلی آمریکا بود نامگذاری شد. در سال ۲۰۲۲، این پایگاه با حکم کمیسیون تغییر نام پایگاه‌های نظامی مجلس آمریکا، به فورت بِرَگ تغییر نام داد.
فورت بِرَگ بیش از ۲۵۱ مایل مربع (۶۵۰ کیلومتر مربع) را پوشش می‌دهد. این پایگاه مقر سپاه شانزدهم هوابرد نیروی زمینی و مقر ستاد فرماندهی عملیات ویژه نیروی زمینی ایالات متحده آمریکا است که بر ستاد فرماندهی یکم نیروهای ویژه (هوابرد) و هنگ ۷۵ تکاوران نظارت می‌کند. این پایگاه همچنین محل استقرار ستاد فرماندهی نیروهای نیروی زمینی، ستاد فرماندهی نیروهای ذخیره و مرکز پزشکی نیروی زمینی وومک است. فورت بِرَگ دارای دو فرودگاه است: فرودگاه صحرایی ارتشی پوپ، که تجهیزات عملیات‌های ویژه و عملیات‌های حمل‌ونقل جهانی و همین‌طور مدرسه تیم مراقبت نبرد نیروی هوایی ایالات متحده در آن قرار دارد، و فرودگاه نیروی زمینی سیمنز، جایی که واحدهای هوانوردی نیروی زمینی از نیروهای هوابرد و نیروهای عملیات ویژه مستقر در پایگاه پشتیبانی می‌کنند.

## یگان‌های مستقر
|  |
|  |
|  |
|  |
|  |
|  |
|  |
|  |

ستادهای فرماندهی اصلی در این پایگاه عبارتند از: ستاد فرماندهی نیروهای نیروی زمینی، ستاد فرماندهی نیروهای ذخیره نیروی زمینی و ستاد فرماندهی عملیات ویژه نیروی زمینی ایالات متحده آمریکا. چند یگان هوابرد و عملیات ویژه نیروی زمینی در فورت بِرَگ مستقر هستند، به ویژه لشکر ۸۲ هوابرد، گروه سوم نیروهای ویژه (هوابرد) و نیروی دلتا. نیروی دلتا توسط ستاد فرماندهی مشترک عملیات ویژه، مستقر در فرودگاه پوپ در فورت بِرَگ فرماندهی می‌شود.
- سپاه شانزدهم هوابرد
  - ستاد فرماندهی، سپاه شانزدهم هوابرد
  - لشکر ۸۲ هوابرد
    - ستاد لشکر و گردان ستاد، لشکر ۸۲ هوابرد
    - تیم رزمی یکم تیپ پیاده «تیم رزمی یکم تیپ شیطان»
    - تیم رزمی دوم تیپ پیاده «تیم رزمی یکم تیپ شاهین»
    - تیم رزمی سوم تیپ پیاده «تیم رزمی یکم تیپ پلنگ»
    - توپخانه لشکر ۸۲ هوابرد
    - تیپ ۸۲ پشتیبانی و پایداری لشکر ۸۲ هوابرد

  - تیپ ۱۸ توپخانه زمینی
  - تیپ ۲۰ مهندسی
  - تیپ ۵۲۵ اطلاعات نظامی
  - تیپ ۱۶ پلیس نظامی
  - تیپ ۴۴ پزشکی
  - گردان ۵۰ مخابرات
- ستاد فرماندهی عملیات ویژه نیروی زمینی ایالات متحده
  - ستاد فرماندهی یکم نیروهای ویژه (هوابرد)
    - ستاد فرماندهی و گروهان ستاد
    - گردان اطلاعات ستاد فرماندهی یکم نیروهای ویژه
    - گروه سوم نیروهای ویژه (هوابرد)
    - گروه چهارم عملیات‌های روانی (هوابرد)
    - گروه هشتم عملیات‌های روانی (هوابرد)
    - تیپ ۹۵ امور غیرنظامی (هوابرد)
    - تیپ ۵۲۸ پشتیبانی و پایداری (هوابرد)

  - ستاد فرماندهی هوانوردی عملیات ویژه نیروی زمینی
  - مدرسه و مرکز جنگاوری ویژه جان اف. کندی
- سایر نیروهای مستقر در پایگاه
  - ستاد فرماندهی نیروهای ذخیره نیروی زمینی
  - ستاد فرماندهی امور غیرنظامی و عملیات‌های روانی نیروی زمینی
  - گردان یکم، هنگ ۳۱۳ (گردان پشتبیانی و لجستیک)
  - گردان ۲۴۹ مهندسی
  - ستاد فرماندهی آزمایش و ارزیابی نیروی زمینی
  - تیپ ۱۰۸ توپخانه پدافند هوایی
- یگان‌های مستقر در فرودگاه سیمنز
  - هنگ ۸۲ هوانوردی
- یگان‌های مستقر در فرودگاه پوپ
  - گروه هجدهم عملیات‌های پشتیبانی هوایی
  - اسکادران یازدهم اطلاعات عملیات‌های ویژه
  - اسکادران چهاردهم عملیات‌های پشتیبانی هوایی
  - اسکادران ۲۴ تاکتیک‌های ویژه
  - گروه چهل و سوم عملیات‌های تحرک هوایی
  - ستاد فرماندهی مشترک عملیات ویژه
    - دسته عملیاتی دلتا - گروه یکم نیروهای ویژه نیروی زمینی - دلتا فورس
    - واحد مشترک ارتباطات

  - تیپ ۲ کمک امنیتی